# دي طوعهر (حديبو)

تعديل مصدري - تعديل

دي طوعهر إحدى قرى مديرية حديبو التابعة لمحافظة سقطرى، بلغ تعداد سكانها 43 نسمة حسب تعداد اليمن لعام 2004.